# 惣三さま

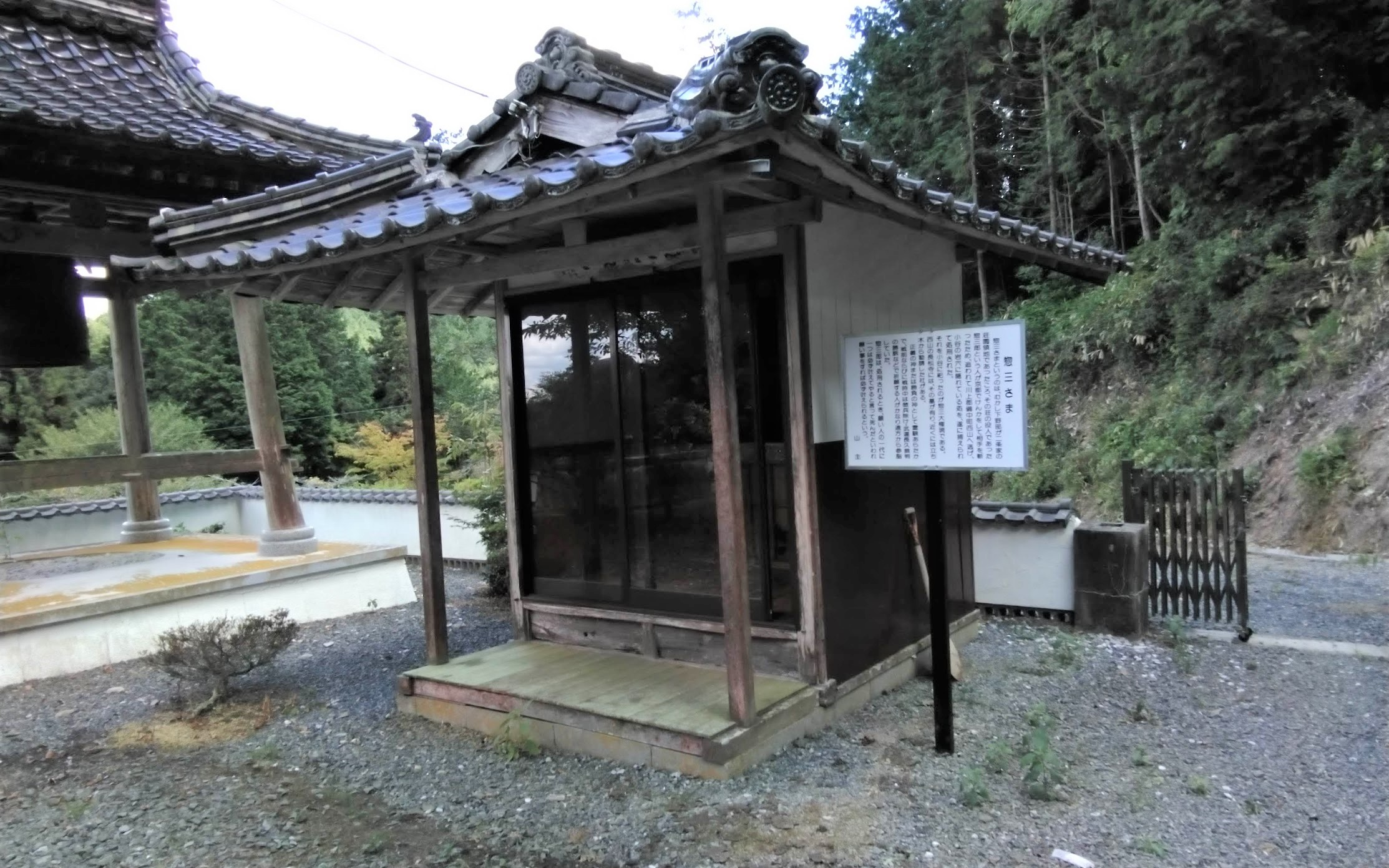
長松寺 (高梁市)境内にある 惣三さま鎮守殿
岡山県高梁市備中町西山2744

惣三（そうざ）さまは岡山県高梁市備中町西山および同県新見市哲西町大野部、同県同市哲多町に口伝てに伝わる歴史上の人物であり、正式には惣三郎（そうざぶろう）と呼び、元々は二条家の役人でありながら庶民の味方となって相談事にも親身に当たったことから、特に自身の死後以降は崇め奉られる存在となると共に、いつとはなく誰からともなく親しみを込めて「惣三さま」と呼ばれるようになり、日本の民間信仰の一つとして今なお信仰され続けている人物である。

## 背景
鎌倉時代末期において下大野部村（現在の岡山県新見市哲西町大野部）が朝廷に仕える京都の公家、二条家の荘園領地（二条殿）があった。
二条殿を拠点に政治を行っていた二条家の家臣として年貢の取り立てなどを中心にこの地で働いていたとされるのが惣三郎だった。

## 生い立ち
生まれた年月日は不明である。

## 事件を起こし岡山県へ逃亡
正義感の溢れる惣三郎は地元のお百姓さんを助ける為に年貢を幾らかでも少なくしてあげるような話しを二条家の本元である京都のほうで役人同士でしている時にお百姓さんへの正義感から相手の役人と喧嘩をして、思いあまって切りつけて殺してしまった。
京都を後にして追われる身になった惣三郎は、はじめから下大野部の二条殿を目当てに逃げ戻って来たものと思われる。

## 逃亡生活
初めは下大野部村の村人にかくまってもらっていたが更に追われて下大野部村に隣接する同県高梁市備中町西山に逃れ、当時、西山で庄屋をしていた赤木家を訪れたと伝わってる。
その赤木家初代の庄屋さんが長松寺の開基壇頭ということで西山城（現在の西山の麓と呼ばれる地域に所在する）の下に庵（いおり）を設けていたので惣三郎が二条家の家臣ということでそこに追われる身の惣三郎を住まわせ手篤くかくまったとされている。
現在ではそれを立証するかのような惣三郎を祀る祠と墓のようなものが建っていて、後にその場所を「京ケ谷（きょうがたに）」「京屋敷（きょうやしき）」と呼ぶようになると共に小字名も「京屋敷」となっている。
しばらくの間、惣三郎は西山の麓（ふもと＝地域名）の京ケ谷にあった京屋敷に住んでいたとされるがその後、追っ手を逃れる為に京屋敷から畝（うね）伝いに山を滑り降り小谷（こだに）川に出て川を下り逃げたとされている。
小谷川近くの立木（たちき＝地名）に大きな平たい石の下で奥行き五ｍくらいある大きな岩穴を見つけ、そこに隠れ住んでいた。

## 終焉を迎える
地元の人が食事を与えてかくまったが、ついに捕えられ処刑された。
亡くなった年歴は延宝9年（1681年）の正月（陰暦2月）28日であったとされ、西山の長松寺の墓地の一角に墓石が建立されている。
元々は惣三郎に関する由緒由来について確固たる裏付けとなるものは少ないが、同人が足跡を残したとされる西山、哲西町大野部の地域において長年に亘って古老を先導として今日まで口伝され継承されてきた人物である。
長松寺の墓地敷地内に惣三郎墓と呼ばれる二尺八寸の墓碑があり、その中央に「青峯護山庵主」とあり、更に左脇下あたりに「俗名惣三郎」、右肩に「正月廿八日」と刻まれている。

## 崇拝の象徴に

### 神社、拝殿

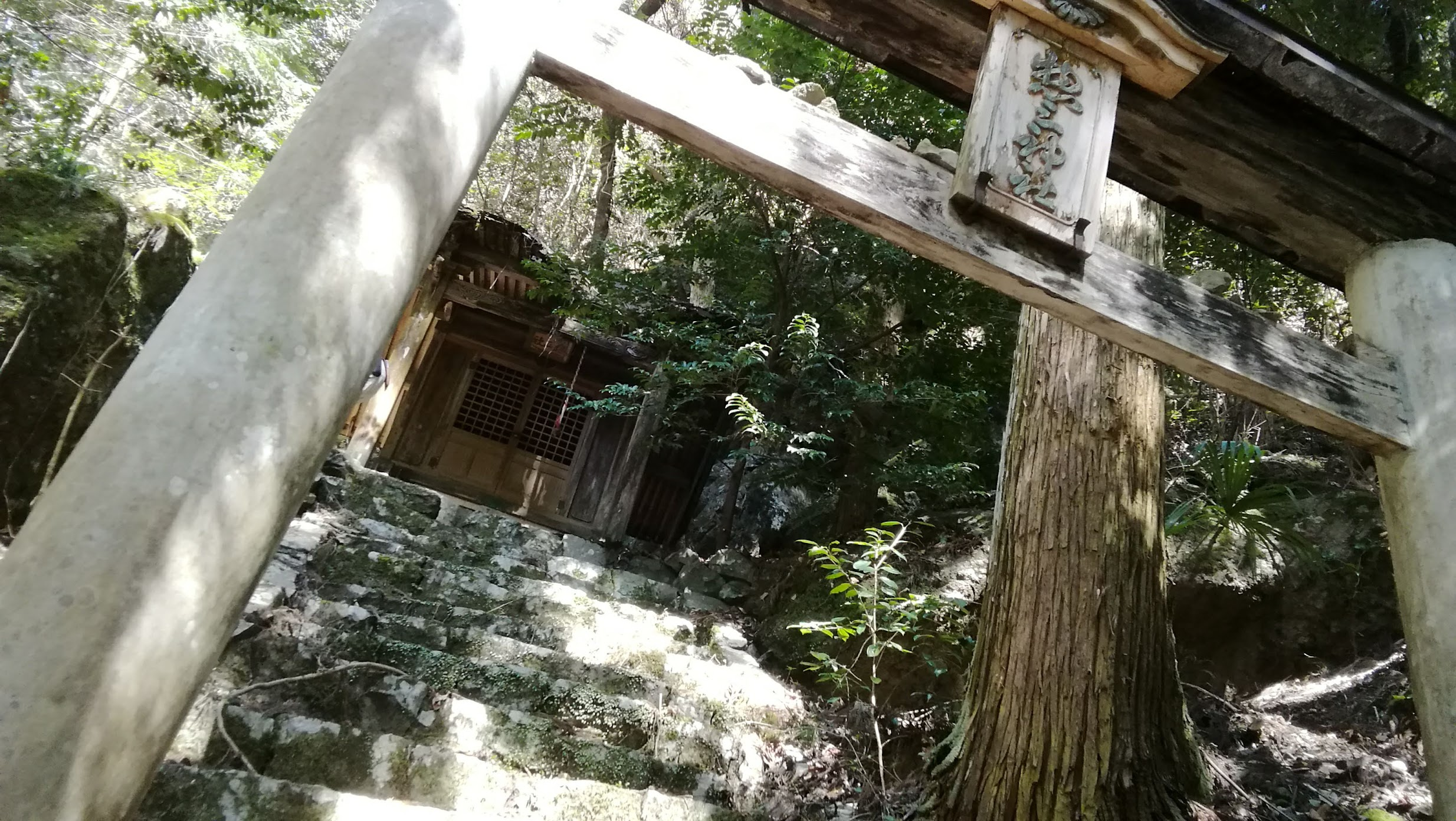
西山の立木にある惣三神社

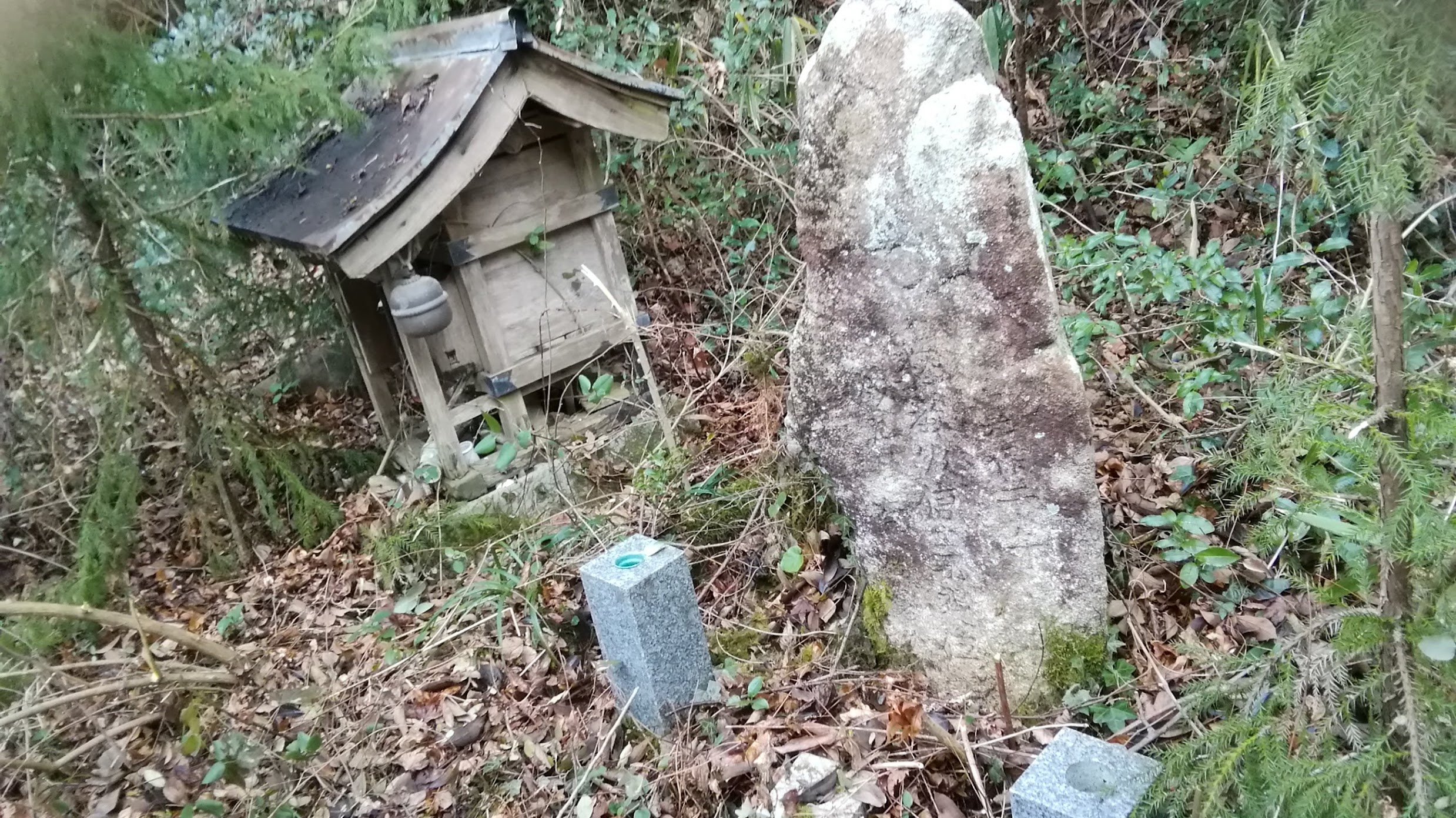
西山の麓地域内の京ケ谷（京屋敷）にある惣三さまを祀る祠と墓

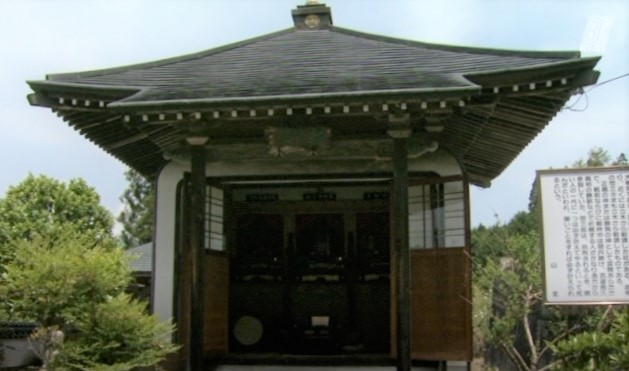
明本寺(新見市哲西町)境内にある 惣三さま鎮守殿

西山の立木には惣三神社が、また西山の長松寺境内には惣三さまを祀る鎮魂と慰霊の拝殿も備えた鎮守殿がそれぞれ建立されて「惣三さま」として崇め奉られている。
ほかにも西山の麓集落内の京ケ谷（京屋敷）にも祠と墓と思われるものが古くから建立されている。
また新見市哲西町八鳥の明本寺にも西山立木の惣三郎神社から勧請されて「命山惣三郎神社（惣三大権現）」が建立されている。
更に同市哲多町蚊家にも惣三郎を祀った祠（ほこら）が建立され地元の有志によって護られている。

### 参拝者の趣き
戦前、戦中は徴兵除け、武運長久を祈願した人も多い。
祈願の時、女装して参ると霊験あらたかであるとされ、遠方から遙々、消災吉祥を祈願するために訪れる人は現在でも少なくない。